# José Vielma Mora
Pour les articles homonymes, voir Vielma.
José Vielma Mora est un avocat, militaire et homme politique vénézuélien, né à San Cristóbal (État de Táchira) le 26 octobre 1964. Député à l'Assemblée nationale constituante de 1999 à 2000, il a été gouverneur de l'État de Táchira de 2013 à 2017 puis ministre du Commerce extérieur et de l'Investissement international de 2017 à 2018.

## Sources
- (es) Cet article est partiellement ou en totalité issu de l’article de Wikipédia en espagnol intitulé « José Vielma Mora » (voir la liste des auteurs).